# Зъбата бенталбела
Зъбатите бенталбели (Benthalbella dentata) са вид актиноптери от семейство Перленооки (Scopelarchidae).
Те са незастрашен вид.